# Sztarokosztyantinyiv
Sztarokosztyantinyiv (ukránul: Старокостянтинів, lengyelül: Starokonstantynów) közvetlen területi alárendeltségű város Ukrajna Hmelnickiji területén, a Sztarokosztyantinyivi járás székhelye. Lakossága a 2001-es népszámlálás idején 35 206 fő volt.

## Lásd még
- Sztarokosztyantinyivi katonai repülőtér